# Christiaan Hendrik van Meurs
Christiaan Hendrik van Meurs (Haarlem, 27 december 1849 – aldaar, 20 januari 1909) was een jurist en politicus in Suriname.
Hij werd geboren als zoon van Peter van Meurs (1818-1880) en Agatha Johanna Catharina Schober (1819-1889). Hij is in 1874 aan de 'Utrechtse Hoogeschool' in beide rechten gepromoveerd op het proefschrift Bijdrage tot de geschiedenis der regtspleging in fiscale strafzaken. Hij was advocaat in Haarlem voor hij in 1880 A.H.A.M.H. Borret opvolgde als griffier bij het Surinaamse Hof van Justitie. Nadat het Statenlid C.J. Heylidy was opgestapt werd Van Meurs in 1890 bij tussentijdse verkiezingen verkozen tot lid van de Koloniale Staten.
Rond 1893 kreeg hij langdurig buitenlands verlof voor herstel van zijn gezondheid. Omdat dat herstel langer bleek te duren eindigde in 1894 zijn Statenlidmaatschap en in 1895 ging hij als griffier met pensioen.
Van Meurs overleed in 1909 op 59-jarige leeftijd.